# Epimecis hortaria
Espèce
Epimecis hortaria est une espèce de lépidoptères (papillons) de nuit de la famille des Geometridae. C'est l'espèce type du genre Epimecis.
Il possède des qualités remarquables de camouflage.
Il vit en Amérique du Nord, de la Floride jusqu'au sud du Canada.